# Paulla Dove Jennings
Paulla Dove Jennings (nascuda a Rhode Island) és una escriptora niantic narragansett. També és curadora del Museu Indi Tomaquag, és membre del consell tribal i ocupa alguns càrrecs importants en l'organigrama tribal. Però també és coneguda com a contadora d'històries i autora dels reculls Strawberry Thanksgiving (1992), Objects of life (1996).